# Burnout (серија видео-игара)
Burnout је серија тркачких игара које је развио Criterion Games. Прве две игре је објавио Acclaim Entertainment, док је касније издање издао Electronic Arts.

## Историја
| 2001 | Burnout                     |
| 2002 | Burnout 2: Point of Impact  |
| 2003 |                             |
| 2004 | Burnout 3: Takedown         |
| 2005 |                             |
| 2006 |                             |
| 2007 | Burnout Dominator           |
| 2008 | Burnout Paradise            |
| 2009 |                             |
| 2010 |                             |
| 2011 | Burnout Crash!              |
| 2012 |                             |
| 2013 |                             |
| 2014 |                             |
| 2015 |                             |
| 2016 |                             |
| 2017 |                             |
| 2018 | Burnout Paradise Remastered |

Burnout-ово порекло потиче од Criterion Games-а, одељења компаније Criterion Software Ltd. основаног 1999. године да би приказала тип игара за које је његов RenderWare погон игре био способан, са Фионом Спери на челу. Њихова прва игра била је брза игра скејтборда, TrickStyle, коју је објавила Acclaim Entertainment за Dreamcast и објављена 1999. године. Као наставак, Сперијев тим, сада са Алексом Вордом, развио је тркачку игру која је показала могућности најновије итерације RenderWare-а, под називом Burnout, коју је такође објавио Acclaim Entertainment 2001.  Burnout је имао за циљ да буде тркач у аркадном стилу, стављајући забаву испред реализма, као што је нудила серија попут Gran Turismo.  Burnout је био довољно успешан за наставак Burnout 2: Point of Impact, који је објавио Acclaim Entertainment 2002. године. Поред трка, Burnout 2 је увео потпис серије "Crash mode", у којем би играчи возили аутомобиле у призор других аутомобила и предмета како би покушали да направе што је могуће више штете. У овом тренутку серије, игре су биле фокусиране на вожњу по руралним и сеоским путевима, и док је механика судара била део игре, они нису били наглашени као елементи играња, већ једноставно непожељни, иако често спектакуларни, резултат судара. 
Године 2004. Acclaim Entertainment је поднео захтев за банкрот и продао своју постојећу имовину другим издавачима. Electronic Arts (ЕА) је купио Criterion Games, као и права на Burnout серију и RenderWare за процењених 48 милиона долара те године.   ЕА је била заинтересована за Criterion и раније из њихове игре TrickStyle, и првобитно су се 2002. надали да ће то проширити на игру скејтборда отвореног света под Skate or Die! надимак, сличан популарности Grand Theft Auto III. Међутим, Criterion није могао да нађе начин да то функционише и пројекат је одустао; новинари верују да ће ово на крају бити објављено у игрици Skate из 2007. од стране EA Black Box.  Отказани пројекат је оставио одређени анимозитет између Criterion-а и ЕА, али 2003. године ЕА је посегнуо за Criterion-ом, желећи да реши проблем и да их натера да раде на другом Burnout наставку. Criterion се сложио све док им је ЕА оставила креативну контролу над насловом.  Игра је била близу завршетка 2004. у време банкрота Acclaim-а и аквизиције ЕА. Burnout 3: Takedown је кренуо у серију другачијим путем, јер је Criterion уградио неке од борбенијих елемената из SSX серије, тако да су се играчи „борили кроз саобраћај“ уместо да се само „јури кроз саобраћај“, каже Ворд.  Играчи су били у могућности да нападну противнике како би их усредсредили на падове („Takedowns“), што их је не само привремено избацило из трка на сличан начин као оружје које се користи у игрицама као што је Mario Kart, већ је и користило играчу пружањем неких појачавајући ефекти. 
Burnout 3 је био веома успешан, са више од 2,3 милиона продатих примерака до 2006. само у Сједињеним Државама.  Criterion је наставио да развија додатне Burnout игре, што је кулминирало у Burnout Paradise-у 2008. Ворд је замислио Paradise као стављање Burnout серије у отворени свет, дајући играчима опцију којим рутама да иду да заврше трке, заједно са другим традиционалним начинима игре, додајући игрици друштвени елемент. 

### Однос према серијалуNeed for Speed
Око 2008–2009, неки од особља Criterion-а су у шали питали да ли би могли да раде на рату у франшизи Need for Speed, која се више фокусирала на каскадерску вожњу него на сударе. Игре серије су се пребацивале између неколико ЕА-ових интерних студија. ЕА им је дозволила да развију наслов, Hot Pursuit из 2010. који је био и критички и финансијски успешан и довео до тога да Criterion постане водећи студио за франшизу Need for Speed.  Запажено је да Hot Pursuit и његов наставак из 2012. године Most Wanted садрже елементе из серије Burnout.
У 2013., надзор над серијом Need for Speed је пренет на ЕА-ову новоформирану подружницу, Ghost Games, као и на 80% програмера у Criterion-у; преостало особље служили су као саветници.  У априлу те године, Алекс Ворд је изјавио да ће се Criterion одвојити од тркачког жанра, доводећи у питање будућност Burnout серије.  Спери и Ворд би на крају напустили Criterion почетком 2014. и касније основали нови студио, Three Fields Entertainment.   Пошто ИП за Burnout и даље остаје код ЕА, студио би провео неколико година радећи на мањим идејама игара како би развио духовни наследник Burnout серије, при чему је Dangerous Driving била прва игра која је требало да обухвати неколико аспеката серије.   У 2019. години, развој серије Need for Speed враћен је на Criterion Games; Ghost Games би био враћен на оригинално име као EA Gothenburg и постао студио за подршку Frostbite Engine-у. Тогодишњи део, Need for Speed Heat, такође би садржао лабаве елементе из серије Burnout, као што су уништавање билборда, рампе које се налазе широм света игара и разнолик терен.

## Играње
Шаблон:Преглед серијала видео игреНајзначајнија карактеристика по којој је серија позната је њен режим пада. Ова серија је добро позната по свом нагласку на агресивној вожњи и великој брзини. Награде у трци се додељују играчу ако ризикује као што је вожња према саобраћају из супротног смера или намерно покушај да се противници сруше.  У Burnout 3: Takedown потоња радња, која се у игри назива „уклањање“, била је опширно приказана и давала је награде као што су бодови и појачање када се успешно изведе.
Није тркачки елемент игре, већ успорене репризе судара које показују да су аутомобили реално деформисане оно што је привукло пажњу јавности Burnout. Criterion је схватио ово и увео посебан „Crash Mode“ као део Burnout 2: Point of Impact. У овом режиму, играчи добијају инструкције да изазову што је могуће више штете тако што ће ударити своје возило у саобраћај на посебно дизајнираном нивоу који садржи „раскрснице“, области где пролазе многа возила (као што је аутопут). Током ових догађаја, саобраћај је константно исти, користећи метод покушаја и грешке за успех. Режим је искључен из Burnout Paradise-а због доласка Burnout Crash!-а.  Уместо тога, он је замењен режимом „Showtime“, који омогућава играчу да се сруши „било где, било када“.  Point of Impact је такође увео режим Pursuit, где играч вози специјални полицијски аутомобил и мора да јури тркача који јури и заустави га пре него што се тркачка стаза заврши. Овај режим је укинут, али је био представљен у Burnout Legends и поново се појавио као доступна надоградња за куповину у Burnout Paradise-у познатом као Cops And Robbers. 
Елемент за уклањање Burnout 3: Takedown је оно што га разликује од других тркачких игара. То је суштинска стратегија за победу у тркама, посебно у једном играчу. Постоји и режим „road rage“ у коме је циљ да се скине што више противника.
Burnout Revenge је увео функцију "провере саобраћаја", која је омогућила играчу да удари мања саобраћајна возила без судара и да их користи да покуша да обори ривале. Burnout Dominator је једина игра без crash mode из претходних игара. Доминатор се углавном фокусира на "Burnout" оригиналне игре, који користи цео мерач појачања без престанка и покушава да уланча појачања што је дуже могуће.
Burnout Paradise је додао нове функције као што је игра отвореног света у којој играчи могу да истражују Paradise City у слободно време и тркају се кад год пожеле када стигну до подручја са почетком трке која се називају „раскрснице“. Такође је уведена функција која се зове „mugshot“ где, користећи Xbox Live Vision камеру или PlayStation Eye, снима „mugshot“ свог противника када их играч скине. 

## Аутомобили
Burnout је првобитно представљао малу колекцију аутомобила,  укључујући мали Compact, Saloon (као и спортски модификовану ГТ верзију), Pickup и Muscle. Ова колекција је порасла у Burnout 2 и укључила аутомобиле као што су Oval racer, Cop Car, Classic, Gangster и Hot Rod. Када је Burnout 3: Takedown изашао, оригинални аутомобили више нису коришћени, осим Custom Coupe Ultimate, зеленог купеа који је био један од "Custom" аутомобила у Burnout 2 (овај аутомобил се такође поново појављује у Burnout Legends, Burnout Dominator и Burnout Paradise). Paradise верзија се зове Kitano Hydros Techno. Исто се догодило у Burnout Revenge где је колекција аутомобила била потпуно нова. Углавном, колекција аутомобила Burnout Paradise-а је потпуно нова, али постоје нека возила (као што су претходно поменути „Custom Coupe Ultimate“ и Custom Roadster из Burnout 2 или Revenge Racer из Burnout Revenge) који су модели из претходног Burnout игрице. Paradise је такође прва Бурноут игра која означава произвођаче и реалистичне називе модела аутомобила за своја возила (као што су „Carson Annihilator“ или „Nakamura Ikusa GT“).
Још једна ствар коју треба приметити је колико би аутомобила могло бити засновано на својим колегама из стварног живота, посебно на возилима из Burnout Revenge и Burnout Paradise. Пример је „Carson GT Concept“ из Paradise-а, који подсећа на Chevrolet Camaro пете генерације.
Одређене игре у серији такође имају компатибилност са другим играма, као што је Revenge, где играчи могу да откључају Madden Challenge Bus тако што имају сачувану датотеку из Madden NFL 06,  и Burnout 3: Takedown фајл за чување откључава Dominator Assassin.